# توماس هاملتون براون
توماس هاملتون براون (بالإنجليزية: Thomas Hamilton-Brown)‏ (مواليد 1 يوليو 1916) هو ملاكم جنوب أفريقي، مثّل بلاده في الألعاب الأولمبية الصيفية 1936.

## روابط خارجية
توماس هاملتون براون على موقع أوليمبيديا (الإنجليزية)